# Björn Glasner
Pour les articles homonymes, voir Glasner.
Björn Glasner, né le 5 mai 1973 à Bad Neuenahr-Ahrweiler, est un coureur cycliste professionnel allemand.

## Biographie
Il prend officiellement sa retraite sportive le 17 septembre 2010 au terme d'une course organisé dans sa ville natale.

## Palmarès
- 2000
  - 4e étape du Tour de Bavière
- 2002
  - 2e étape du Tour du Cap
- 2003
  - 2e du Grand Prix de la Forêt-Noire
- 2004
  - Classement général du Tour de Rhénanie-Palatinat
- 2007
  - 4e étape du Tour de Rhénanie-Palatinat
  - Tour de Java oriental :
    - Classement général
    - 2e et 3e étapes
- 2008
  - 5e étape du Tour de Thaïlande
- 2010
  - 2e du Tour du Limbourg

## Classements mondiaux
| Année           | 2005 | 2006 | 2007 | 2008 | 2009 |
| --------------- | ---- | ---- | ---- | ---- | ---- |
| UCI Africa Tour | 39e  |      |      |      | 88e  |
| UCI Asia Tour   |      | 226e | 23e  | 213e |      |
| UCI Europe Tour | 169e | 352e | 401e | 371e |      |